# Шпакова, Елена Васильевна
Елена Васильевна Шпакова (18 марта 1925, д. Федюкино — 11 октября 2020) — советский инженер-технолог и организатор производства, кандидат экономических наук. Директор Куйбышевской кондитерской фабрики «Россия» Министерства пищевой промышленности РСФСР (1969—1991). Герой Социалистического Труда (1971). Заслуженный работник пищевой индустрии РСФСР. Почётный гражданин Самары (1995).

## Биография
Родилась 18 марта 1925 года в деревне Федюкино (ныне — в Кардымовском районе Смоленской области) в крестьянской семье, с четырнадцати лет вместе со своей семьёй жила в городе Дмитрове Московской области.
В период Великой Отечественной войны Е. В. Шпакова получила тяжёлую травму. С 1943 по 1948 годы проходила обучение в Московском технологическом институте пищевой промышленности, по окончании которого получила специализацию инженера-технолога. С 1948 по 1950 годы работала в должности начальника отдела технического контроля и начальника кондитерского цеха Куйбышевской кондитерской фабрики. С 1950 по 1957 годы на комсомольской работе в городе Куйбышеве: с 1950 по 1953 годы работала секретарём Фрунзенского районного комитета комсомола в городе Куйбышеве, с 1953 по 1957 годы — секретарём Куйбышевского областного комитета комсомола.
С 1957 по 1969 годы работала директором Куйбышевской кондитерской фабрики. 21 июля 1966 года Указом Президиума Верховного Совета СССР «за выдающиеся достижения в труде и развитии пищевой промышленности» Елена Васильевна Шпакова была награждена орденом Ленина.
С 1969 по 1991 год, в течение двадцати двух лет, Е. В. Шпакова была одним из организаторов и бессменным руководителем Куйбышевской шоколадной фабрики «Россия» Министерства пищевой промышленности РСФСР. В 1971 году «за выдающиеся достижения в труде» Куйбышевская кондитерская фабрика была удостоена переходящего Красного Знамени Министерства пищевой промышленности РСФСР, в 1972 году — Министерства пищевой промышленности СССР. В 1975 году Указом Президиума Верховного Совета СССР «за выполнение пятилетнего плана» Куйбышевская шоколадная фабрика под руководством Е. В. Шпаковой была награждена орденом «Знак Почёта».
26 апреля 1971 года Указом Президиума Верховного Совета СССР «за выдающиеся успехи, достигнутые в выполнении заданий пятилетнего плана по развитию пищевой промышленности» Елена Васильевна Шпакова удостоена звания Героя Социалистического Труда с вручением ордена Ленина и золотой медали «Серп и Молот».
Помимо основной деятельности занималась и общественно-политической работой: была избрана депутатом Куйбышевского областного исполнительного комитета Совета народных депутатов, членом Кировского районного комитета и Куйбышевского областного комитета КПСС, ректором народного университета, избрана делегатом XXV съезда КПСС, XV съезда ВЦСПС, в 1978 году была членом Центральной избирательной комиссии по выборам депутатов Верховного Совета СССР.
С 1995 года после выхода на заслуженный отдых жила в городе Самаре.

## Память
Именем Елены Шпаковой в 2013 году названа улица в Самаре — бульвар в микрорайоне Крутые Ключи.
1 мая 2022 года в Самаре состоялась церемония открытия памятника почетному гражданину Самарской области Елене Шпаковой.

## Награды
- Медаль «Серп и Молот» (26 апреля 1971)
- Орден Ленина (21 июля 1966, 26 апреля 1971)
- Орден Дружбы народов (17 марта 1981)
- Золотая медаль ВДНХ
- Почетный знак «За труд во благо земли Самарской» (27 февраля 2015) — за значительный вклад в социально-экономическое развитие Самарской области

### Звание
- Заслуженный работник пищевой индустрии РСФСР (1992)
- Почётный гражданин Самары (1995)
- Почётный гражданин Самарской области (24 апреля 2015) — за значительный вклад в социально-экономическое развитие Самарской области, плодотворную деятельность, способствующую формированию положительного имиджа Самарской области в Российской Федерации

### Премии
- Премия Совета Министров СССР